# Dorpats kejserliga universitet

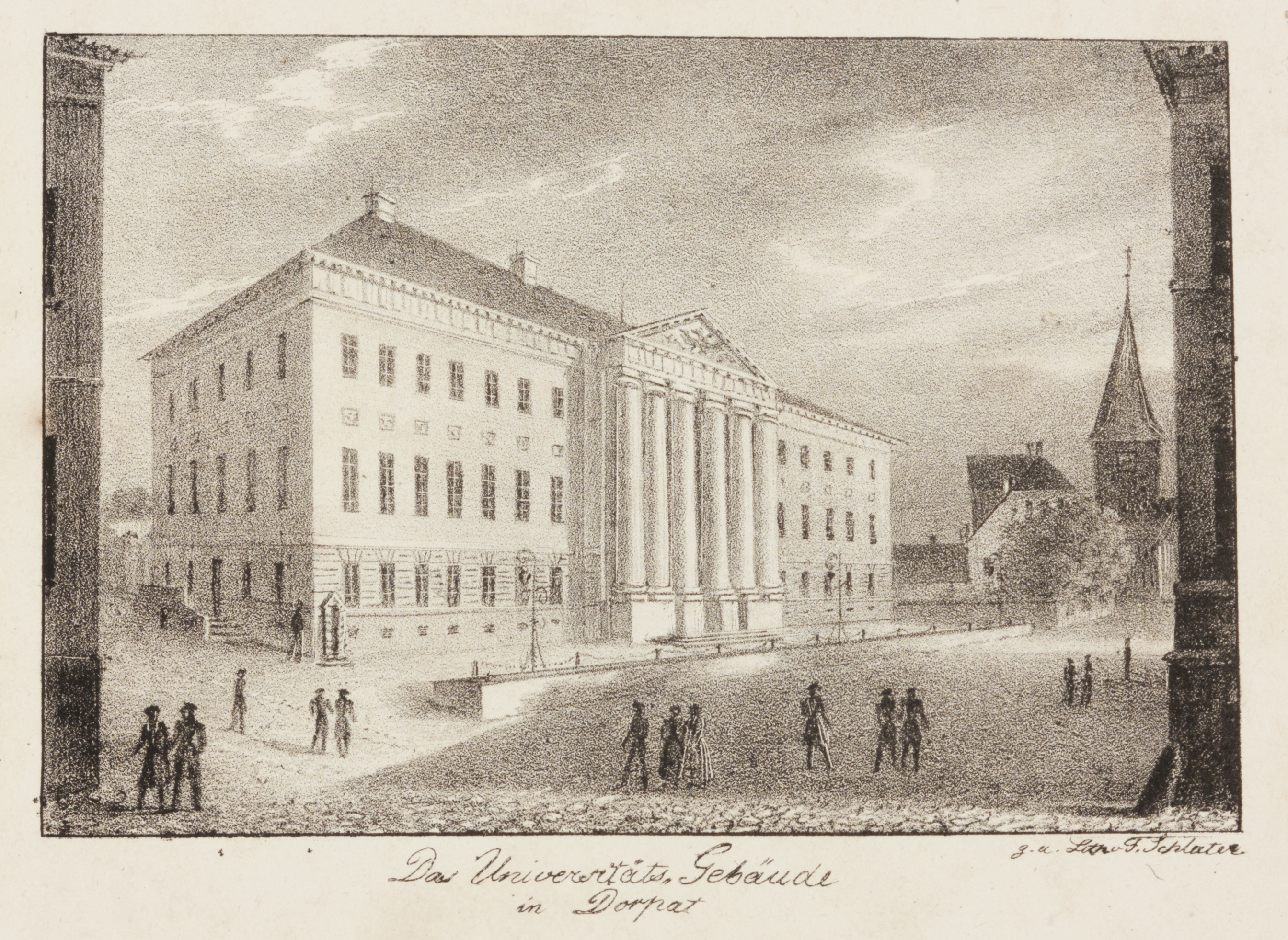
183x

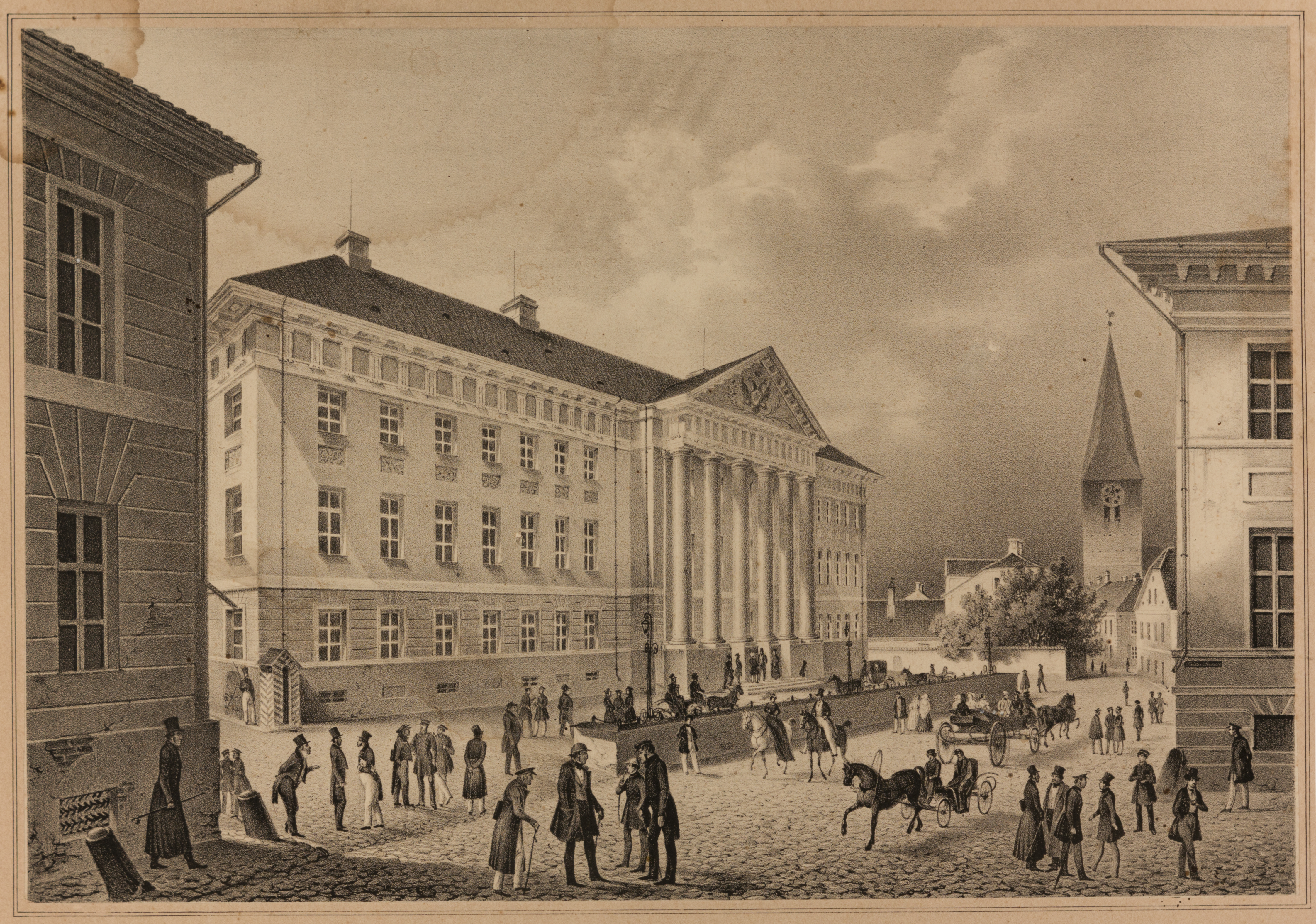
1845

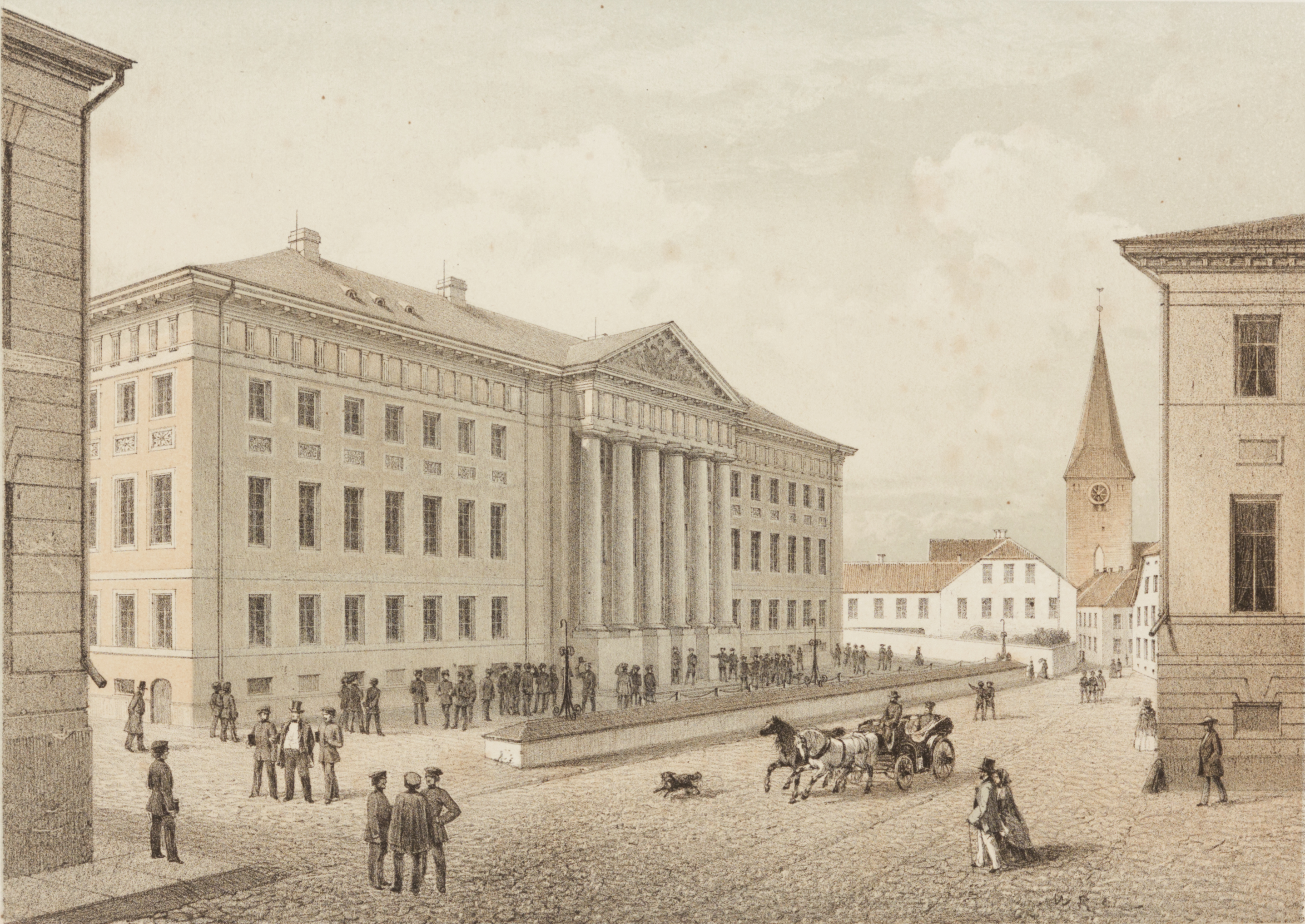
1860 uit Album von Dorpat und Umgebungen - Louis Höflinger och Eduard Ivanson

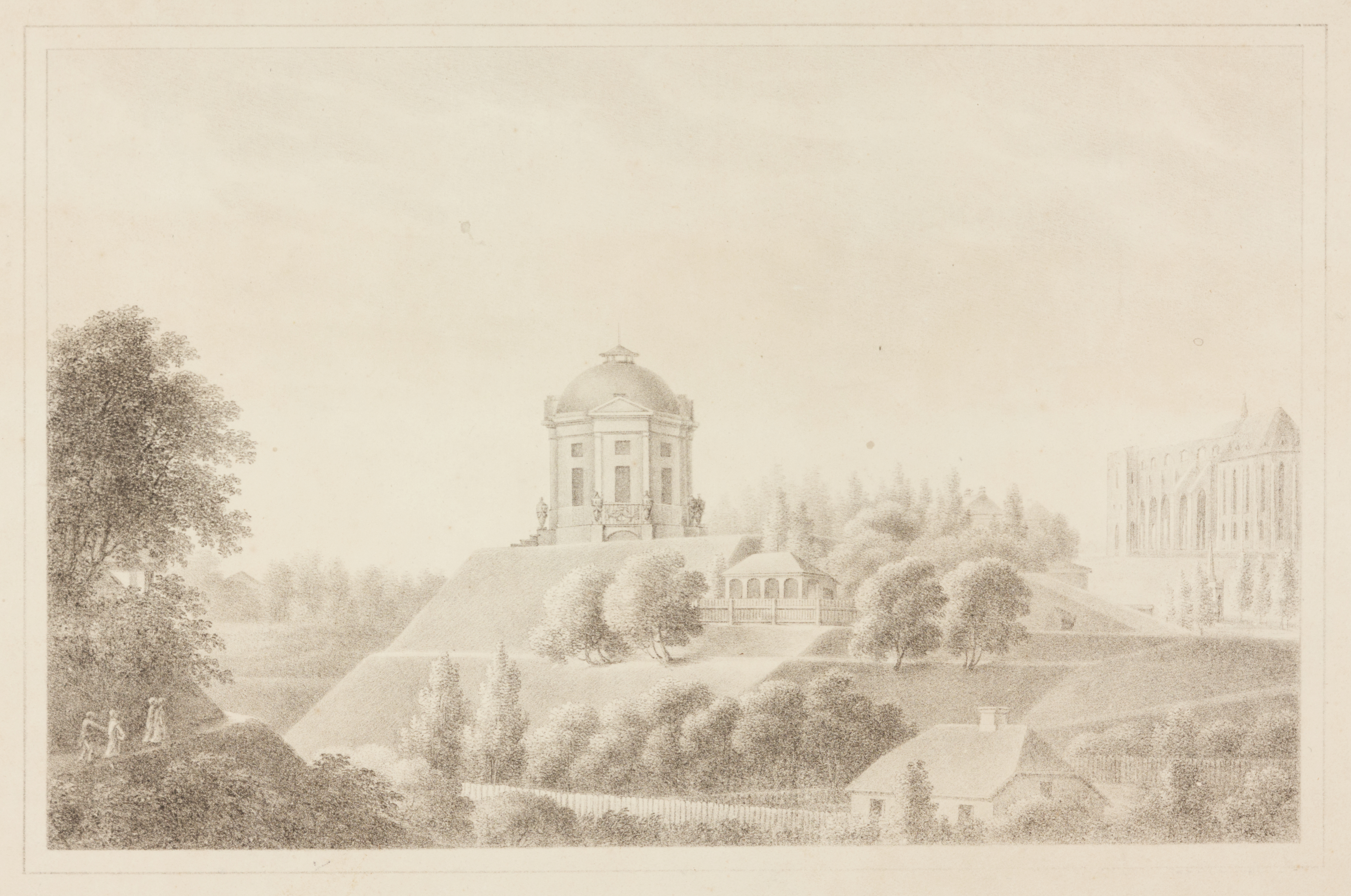
Anatomiska teatern på Domberget, 1820-talet.

År 1802 återupprättades det som Kaiserliche Universität Dorpat, ett tyskspråkigt universitet i Kejsardömet Ryssland. Det russifierades 1893, och fick då namnet Kaiserliche Universität Jurjew.

## Organisation
Fakulteter 1802: Teologiska, Juridiska, Medisinska, Filosofiska.
- Tartus gamla anatomiska teater (1805–)
- Tartus gamla observatorium (1811–)

## Byggnader
Tartus gamla anatomiska teater öppnades 1805, och var en av de första byggnaderna som öppnades efter att universitetet återupprättats 1802. Tartu universitets huvudbyggnad ritades av Johann Wilhelm von Krause och uppfördes mellan 1804 och 1809.

## Personer
En av de första professorerna var Johann Wilhelm von Krause, professor i agronomi, teknik och arkitektur, och som också ritade universitetets första byggnader. En annan var Gustav von Ewers, professor i historia, statistik och geografi 1810–1826 samt i juridik från 1816, samt långvarig rektor 1818–1830.

### Kuratorer
- Klaus von Baranoff (1799–)
- Friedrich Maximilian Klinger (1803–)
- Karl von Lieven (1817–1828)
- Carl Magnus von der Pahlen (1828–1835)
- Gustav Craffström (1836–1854)
- Georg von Bradke (1854–)
- Alexander von Keyserling (1862–1869)
- Andrei Aleksandrovitj Saburov (1875–1880)

### Nobelpristagare
- Wilhelm Ostwald, kemist, nobelpristagare i kemi 1909; docent 1877

### Forskare
- Jan Niecisław Baudouin de Courtenay, språkforskare; professor 1883
- Emil Kraepelin, psykiater; professor 1886
- Karl Wilhelm von Kupffer, anatom; professor 1858
- Carl Friedrich von Ledebour, botaniker; professor 1811
- Alexander von Oettingen, teolog; professor 1856
- Matthias Jacob Schleiden, botaniker; professor 1863
- Friedrich Georg Wilhelm von Struve, astronom; professor 1820
- Gustav Teichmüller, filosof; professor 1871
- Adolph Wagner, nationalekonom; professor 1865

### Hedersdoktorer
1. August Johann Gottfried Bielenstein
2. Gustav Johann von Buddenbrock
3. Heinrich Leberecht Fleischer
4. Otto Girgensohn
5. Albert Hauck
6. Victor Hehn
7. Gregor von Helmersen
8. Alexander von Humboldt
9. August Wilhelm Hupel
10. Alexander von Keyserling
11. Friedrich Maximilian Klinger
12. Johann Wilhelm von Krause
13. Adam Johann von Krusenstern
14. Carl Baron Manteuffel-Szoege
15. Gottfried Menken
16. Carl Friedrich Meyer
17. Georg Friedrich Parrot
18. Ernst Wilhelm Woldemar Schultz
19. Reinhold Seeberg
20. Karl Gottlob Sonntag
21. Karl Christian Ulmann
22. Johann Friedrich August Volborth
23. Friedrich Wiegand
24. Friedrich Wöhler